# Heinz Bethge
Heinz Bethge (Magdeburgo, 15 de novembro de 1919 – Halle (Saale), 9 de maio de 2001) foi um físico alemão.

## Formação e carreira
Bethge estudou física na Universidade Técnica de Berlim. Prestando o serviço militar, somente após a Segunda Guerra Mundial pode concluir seus estudos em Magdeburgo. Obtve um doutorado em 1954 na Universidade de Halle-Wittenberg, onde obteve a habilitação em 1959.
No ano seguinte foi indicado professor, fundando a Arbeitsstelle für Elektronenmikroskopie da Academia de Ciências da Alemanha Oriental. Em 1968 esta Arbeitsstelle transformou-se no Institut für Festkörperphysik und Elektronenmikroskopie, do qual foi diretor até 1984. Após 1990 deste instituto surgiu o Max-Planck-Institut für Mikrostrukturphysik e o Fraunhofer-Institut für Werkstoffmechanik, atualmente o Fraunhofer-Institut für Mikrostruktur von Werkstoffen und Systemen IMWS.
Em 1969 Bethge foi membro correspondente da Academia de Ciências da Alemanha Oriental e em 1972 membro ordinário. Em 1964 foi membro da Academia Leopoldina, da qual foi eleito presidente em 1974, sucedendo Kurt Mothes. Permaneceu neste cargo durante 16 anos, até 1990, sendo sucedido pelo botânico Benno Parthier. Em 1978 foi eleito membro correspondente da Academia de Ciências da Baviera. Em 1987 foi eleito membro correspondente da Academia de Ciências de Göttingen.

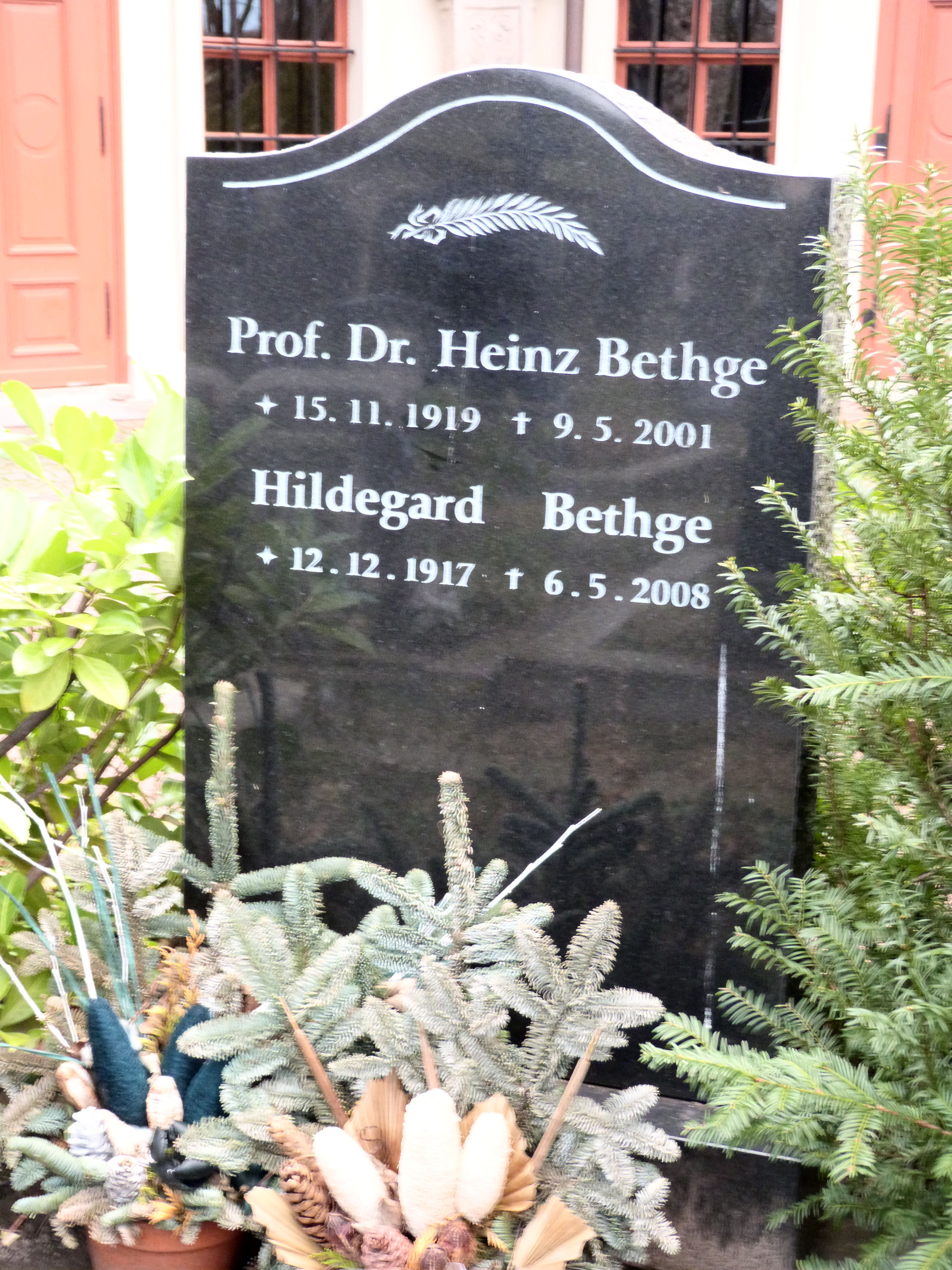
Sepultura de Heinz Bethge no Stadtgottesacker em Halle (Saale)

## Condecorações
- 1967 – Prêmio Nacional da Alemanha Oriental
- 1984 – Doutor honoris causa da Universidade Técnica de Chemnitz
- 1987 – Medalha Gustav Hertz da Physikalische Gesellschaft der DDR
- 1989 – Membro honorário da Deutsche Gesellschaft für Elektronenmikroskopie, Medalha Cothenius da Leopoldina
- 1990 – Medalha Helmholtz da Academia de Ciências da Prússia
- 1991 – Ordem do Mérito da República Federal da Alemanha
- 1999 – Deutscher Nationalpreis
- 2000 – Membro honorário da Deutsche Physikalische Gesellschaft
- 2011 – Fundação da Heinz-Bethge-Stiftung para a promoção da microscopia eletrônica aplicada[5]

## Publicações selecionadas
- Elektronenmikroskopie in der Festkörperphysik. Springer, Berlin u. a. 1982, ISBN 3-540-11361-4.
- Electron microscopy in solid state physics. Elsevier, Amsterdam 1987, ISBN 0-444-98967-6.